# Club Medina de Lleida
El Club Medina de Lleida fou un club de basquetbol català de la Sección Femenina a Lleida.
Va ser fundat l'any 1965 dins l'Escola de Magisteri. L'equip jugava a les competicions provincials, dirigit per Josep Maria Reixach. L'any 1968 entrà a formar part de la Sección Femenina i adoptà el nom de Club Medina. A principis dels anys setanta el club ascendí a la segona divisió estatal, i entre les temporades 1973-74 i 1976-77 jugà a la primera divisió espanyola. Entre d'altres, destacaren les jugadores Pepa Calvet i Blanca Rubin de Celis. L'entitat va desaparèixer amb la dissolució de la Sección Femenina durant la Transició Espanyola.

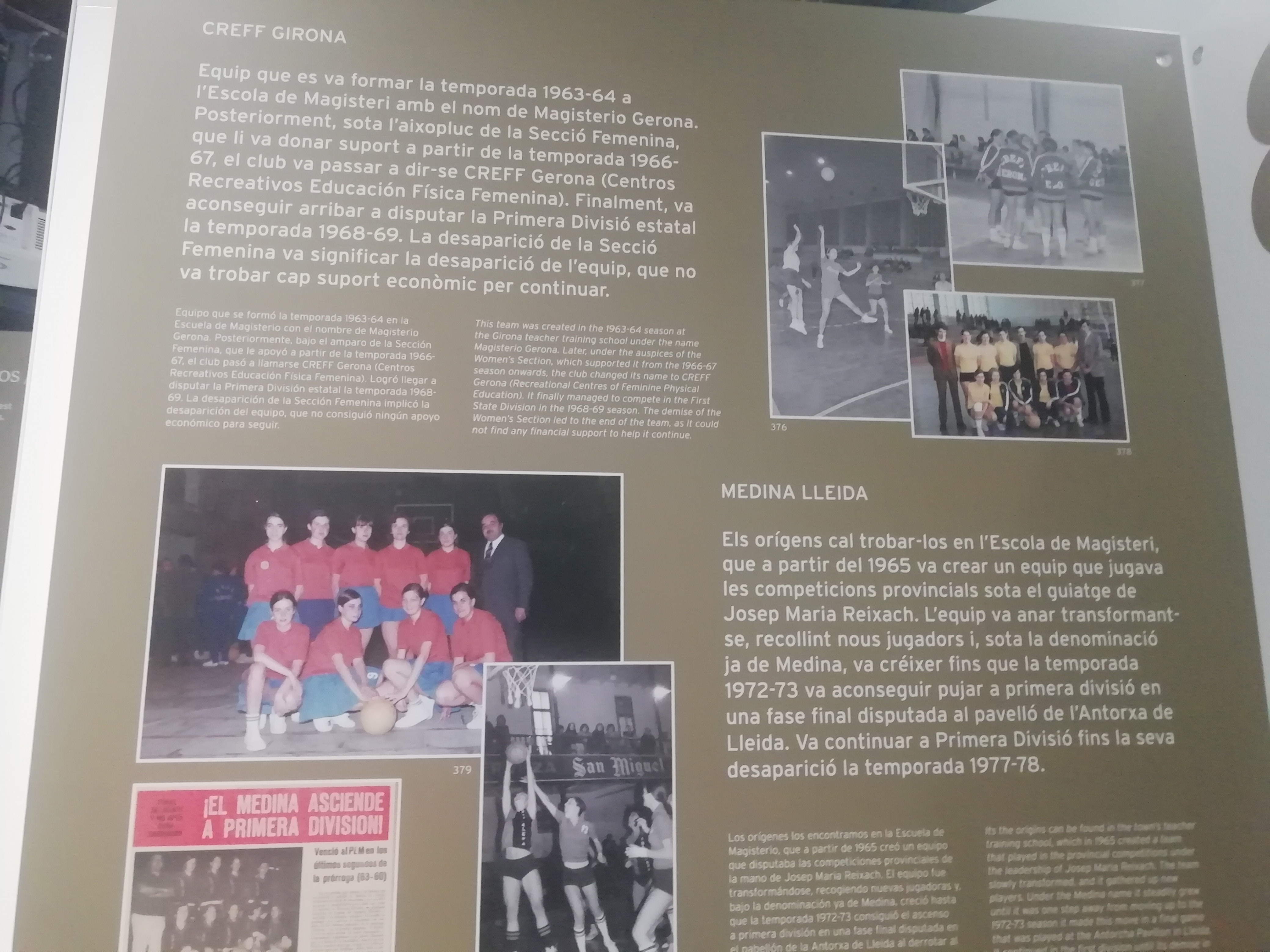
Cartell dels equips Creff Girona i Medina Lleida.